# Ingle
La ingle o región inguinal (del lat. inguen) es la zona del cuerpo donde se unen el muslo y la pared anterior del abdomen. Se considera una zona de debilidad por los cambios que ocurren en el desarrollo y al no estar reforzada por huesos, más que por el ligamento inguinal y los músculos de la pared anterolateral del abdomen; por lo que presenta un sitio donde el contenido abdominal puede protruir y causar una hernia inguinal.
En la zona de la ingle podemos encontrar un conducto inguinal, que es comúnmente descrito como un túnel que comunica la cavidad abdominal con las gónadas masculinas (testículos dentro del escroto) y que permite el paso de nervios sensitivos para la piel de la periferia de los genitales externos.
Dicho conducto está delimitado por dos orificios conocidos como anillos inguinales superficial y profundo y su contenido es:
- Cordón espermático (en hombres).
- Ligamento redondo del útero y ramo genital del nervio genitofemoral (en mujeres).[2]

## Principales patologías
- Distensión o estiramiento de la ingle.
- Hernia inguinal, tipo de hernia de la pared abdominal, relativamente frecuente, que afecta principalmente a hombres y se caracteriza por la protrusión de una parte del intestino por el canal inguinal. Tradicionalmente hay tres tipos de hernias en la ingle: hernia directa, hernia indirecta y supravesical externa.
- Aneurisma de la arteria femoral.
- Hernia funicular.